# Micromastus gracilis
Micromastus gracilis – gatunek chrząszcza z rodziny ryjkowcowatych, jedyny przedstawiciel rodzaju Micromastus.

## Zasięg występowania
USA, występuje w Kalifornii.

## Budowa ciała
Ciało silnie wydłużone, pokryte jasnymi włosami. Ubarwienie czarnobrunatne z jasnobrązowymi plamkami na pokrywach.